# Renata Scotto
Renata Scotto   (Savona, 24 de febrer de 1934 - Savona, 16 d'agost de 2023) fou una de les més destacades sopranos italianes de la postguerra, valorada per la seva intel·ligència interpretativa, autoritat estilística i dots histriònics emfatitzats en la rigorositat i fidelitat cap a text i partitura. Pertany al distingit grup de sopranos pioneres en la revaloració de l'estil belcantista romàntic en l'última meitat del segle xx.
Formada sota la tutela de directors pertanyents a la tradició musical italiana de l'època (Tullio Serafin, Gianandrea Gavazzeni, Antonino Votto, Francesco Molinari-Pradelli, Armant Krieger, Nino Sanzogno i Vittorio Gui), integra el grup de cantants (Joan Sutherland, Montserrat Caballé, Beverly Sills, Leyla Gencer, Mirella Freni, Marilyn Horne, etc) que van continuar la revaloració del bel canto -Bellini, Rossini i Donizetti- iniciada a principis de la dècada del cinquanta per Maria Callas i que també propiciés una nova aproximació a la interpretació del verisme italià (Mascagni, Leoncavallo, Puccini, Ponchielli, etcètera.).
Des del 1987 va realitzar incursions com a directora d'escena en òpera i des del seva retirada com a cantant professional, ha estat requerida com a professora de en diversos prestigiosos centres acadèmics, com a l'Acadèmia Nacional de Santa Cecilia a Roma i a la Juilliard School de Nova York. El juny del 2013 va rebre el Premi President della Repubblica Italiana per la seva contribució a les arts.

## Inicis
Nascuda a Savona, Ligúria, Itàlia fa un primerenc debut en la nit de Nadal de 1952 als 18 anys, en el Teatre Nuovo de Milà, com a Violetta Valéry a La traviata de Verdi. Seguides per Margherita dona Cortona de Licinio Refice al Teatre Alfieri de Torí i L'amico Fritz de Pietro Mascagni.
El 1953, Scotto audiciona a La Scala per al rol de Walter de l'òpera La Wally d'Alfredo Catalani, al costat de Renata Tebaldi i Mario del Monaco. Després de la prova, es va sentir dir a un dels jutges, el famós director Víctor de Sabata, "Oblidin-se de les altres". La Wally es va estrenar el 7 de desembre de 1953 i Scotto va ser cridada a saludar a escena quinze vegades.

## Consagració
La seva consagració internacional va arribar el 3 de setembre de 1957 en el Festival d'Edimburg. La companyia de la Scala presentava La sonnambula de Bellini, amb Maria Callas com a Amina. La producció de Luchino Visconti va tenir tant d'èxit que La Scala va decidir agregar una funció que no figurava en el contracte signat per la soprano grega amb el teatre milanès, per la qual cosa Callas va decidir no participar-hi. Amb només dos dies de preparació, la jove Scotto la va substituir amb tal èxit que es va convertir en una celebritat internacional de la nit al dia, motiu pel qual va rebre la felicitació de la mateixa Maria Callas. El 1960 cantarà Amina a La Fenice de Venècia al costat d'Alfredo Kraus i en diversos teatres italians així com després a Filadèlfia (1967): "la seva veu com una brisa surant límpida va ascendir amb extraordinària potència en el final de l'ària Ah senar giunge", Madrid (1970) i el Metropolitan Opera (1972).
El 1962 debuta en el Covent Garden de Londres i al Gran Teatre del Liceu barceloní amb La traviata i el 1964, integra la gira del teatre milanès al Bolshoi de Moscou i obté un altre triomf, és en el Teatre Colón de Buenos Aires com Cio-Cio-Sant amb l'obra Madama Butterfly de Puccini amb el tenor George Shirley, de la qual existeix una versió pirata en CD. Retornarà al Teatro Colón el 1967 com Gilda en Rigoletto al costat del baríton Cornell MacNeil i el tenor Richard Tucker i el 1971 com Giulietta d'I Capuleti e i Montecchi de Bellini dirigida per Margarita Wallmann però, serà la seva extraordinària identificació amb la criatura de Puccini la que li obrirà les portes d'altres audiències i motivarà dos importants enregistraments comercials, la primera (1966) dirigida per John Barbirolli - considerada per la crítica especialitzada com la versió de referència - i una segona (1978) per Lorin Maazel amb Plácido Domingo, tenor amb el qual compartiria una llarga i fructífera associació artística.

## Carrera als Estats Units
El seu debut americà va ser en l'Òpera Lírica de Chicago com Mimi de la Boheme en 1960. El 13 d'octubre de 1965, Scotto es presenta per primera vegada en el Metropolitan Opera com Madama Butterfly rebent un clamorós acolliment per part de públic i crítica. En el nou MET, Scotto obté un altre ressonant succés com Elena en I vespri siciliani; s'estableix a Nova York per a cantar amb la companyia metropolitana un total de 26 personatges en 316 representacions entre 1965 i 1987. En 1977, al costat de Luciano Pavarotti, com Mimi comparteix la primera televisación nacional d'una òpera des d'aquest escenari, La Boheme de Puccini i en 1982 serà Musetta en el telecast metropolità de la producció de Franco Zeffirelli. Al costat de Domingo en les transmissions televisives des del teatre de Manon Lescaut de Puccini (dirigida per James Levine en la producció de Menotti) i Luisa Miller, Otello al costat de Jon Vickers, Don Carlo de Verdi, el Il Trittico pucciniano interpretant els tres papers femenins (Giorgetta en Il Tabarro, Lauretta en Gianni Schicchi i una memorable Suor Angelica) i Francesca dona Rimini de Riccardo Zandonai que el teatre va reviure especialment per a ella en 1984. Scotto es va acomiadar de l'escenari del MET el 17 de gener de 1987 en el mateix personatge que havia debutat al principi de la seva carrera, Madama Butterfly on per primera vegada a més va assumir la responsabilitat com a directora d'escena.
El seu pas de soprano lírica a soprano líric-dramàtica li va valer detractors i la seva primera Norma de Bellini al Metropolitan Opera el 1981 va tenir una recepció més aviat hostil. L'èxit va arribar en les subsegüents representacions a les quals es van sumar actuacions a Florència, Houston i un registre en estudis acompanyada per la mezzosoprano Tatiana Troians, dirigit per James Levine. Sota les ordres de Riccardo Muti, la Scotto va ser Lady Macbeth de Macbeth (Verdi) en el Royal Opera House Covent Garden al costat de Renato Bruson i en la controvertida producció de Peter Hall per al Metropolitan Opera de 1982 amb Sherrill Milnes dirigits per James Levine.
Va ser molt apreciada com a Vitellia en La clemenza di Tito (Mozart) en la producció de Jean Pierre Ponnelle i encara que mai va cantar en escena Abigail de Nabucco i Santuzza de Cavalleria Rusticana les va gravar dirigides per Muti i Levine respectivament. Amb aquests directors grava I Pagliacci al costat de José Carreras; Tosca, Adriana Lecouvreur, Andrea Chénier, Desdemona en Otello al costat de Plácido Domingo i segones versions de la Boheme i La traviata acompanyada pel tenor canari Alfredo Kraus, amb qui van compartir la il·lustre mestra de cant catalana Mercedes Llopart.
Altres incursions en el repertori van incloure La Gioconda de Ponchielli, El profeta de Giacomo Meyerbeer, Anna Bolena de Donizetti, Un ballo in maschera i Il trovatore de Verdi, Cecilia de Licinio Refice i enregistraments complets de Il segreto di Susanna de Ermanno Wolf-Ferrari; Edgar, Le Villi i Il Trittico de Puccini amb Lorin Maazel, la integral de cançons de Verdi i Il tramonto de Ottorino Respighi amb el Tòquio String Quartet.

## De cantant a directora d'escena
A les acaballes de la seva trajectòria com a cantant va encarnar una elogiada Mariscala de Der Rosenkavalier, Charlotte en Werther, Kundry de Parsifal, Fedora d'Umberto Giordano, The Medium de Menotti, La Voix Humaine (La veu humana) de Poulenc, Erwartung d'Arnold Schoenberg i Clitemnestra en Elektra de Richard Strauss que va cantar a Baltimore i al Teatre de la Maestranza de Sevilla.
Des del seu retir, dirigeix classes magistrals a Verbier, La Scala, Curtis Institute of Music, Universitat Yale, Tòquio University, Pittsburgh Opera, Paris Opera Bastille, Lyric Opera of Chicago i el Metropolitan Opera a l'ensenyament en l'Acadèmia Nacional de Santa Cecilia a Roma i en Juilliard School de Nova York i també realitza sessions de "coaching" als seus col·legues, Renée Fleming, Anna Netrebko, Sondra Radvanovsky i Natalie Dessay.
Entre els seus treballs amb més renom com a directora d'escena hi trobem La traviata guanyadora d'un Grammy per a la New York City Opera, Norma a Hèlsinki, La Wally a Dallas, Berna i Bolonya, Lucia di Lammermoor, La Sonnambula, Adriana Lecouvreur, Madama Butterfly en la Sorra de Verona, Palm Beach i Gènova, Il Pirata de Bellini, Tosca en la Florida Grand Opera de Miami, La Boheme en l'Òpera Lírica de Chicago, Palm Beach i Turandot a Atenes.

## Vida privada
El juny de 1960 va casar amb el violinista Lorenzo Anselmi amb qui va tenir dos fills. Resideix al comtat de Westchester, pròxim a Nova York (Estats Units). Va documentar la seva carrera i vida en el llibre Scotto, more than a diva en col·laboració amb el crític Octavio Roca (Doubleday, 1984, ISBN 978-0385180399); en canvi el llibre d'Umberto Bonafini Renata Scotto és un registre d'infància i carrera primerenca.

## Principals distincions
- Premi "Il Ratto delle Sabine" 2015, ambasciatrice della cultura italiana[6]
- Premio President della Repubblica 2012[4]
- Premi Franc Abbiati della Critica Musicale Italiana (Associazione Italiana Critici Musicali) 1992
- Premi Emmy, interpretació femenina en òpera per la televisación de la Gioconda, 1978.
- Premi Emmy, direcció d'òpera en televisió, La traviata, New York City Opera.
- Premi Frankfurter Allgemeine per la interpretació de la Mariscala en Der Rosenkavalier.
- Opera News Award atorgat per la Metropolitan Opera Guild, 2007[7]

- Anton Coppola Award per "excellence in the arts", 2009
- Doctor honoris causa en Música de la Juilliard School a Nova York, 2009
- És catedràtica de l'Accademia Nazionale di Santa Cecilia romana.[8]

## Enregistraments
Els seus enregistraments, tant els comercials com les gravacions en viu, de la dècada de 1960, mostren a Renata Scotto en el seu millor moment vocal. A aquesta època pertanyen els seus enregistraments comercials de La traviata al costat de Gianni Raimondi i Ettore Bastianini, La serva padrona de Pergolesi, La Boheme dirigida per Antonino Votto amb Gianni Poggi i Tito Gobbi, Rigoletto amb Dietrich Fischer-Dieskau i Carlo Bergonzi i com l'esclava Liú en Turandot al costat de Birgit Nilsson i Franco Corelli, així com les funcions en La Scala, La Fenice de Venècia, el Teatre Massimo de Palerm, el Teatre Real de Torí i el Maggio Musicale de Florència de Lucia di Lammermoor, I Capuleti e i Montecchi, I vespri siciliani, Fausto, La Sonnambula, L'elisir d'amore, I Lombardi, Roberto el Diable, La Straniera i Zaira de Bellini, Don Pasquale, Maria di Rohan, i el Rèquiem de Verdi amb Luciano Pavarotti, Marilyn Horne i Nicolai Ghiaurov dirigits per Claudio Abbado a Roma. El 1964 la soprano va participar en la gira de la Scala per la Unió Soviètica i pel Japó en la dècada de 1970 on la NHK va documentar en filmacions Lucia di Lammermoor (amb Carlo Bergonzi), Faust (amb Alfredo Kraus) i La traviata (amb Josep Carreras).

## Discografia principal
CD
- Bellini; I Capuleti e i Montecchi. Claudio Abbado, 1968
- Bellini, La Sonnambula. Cillario, 1972, Covent Garden
- Bellini, La Sonnambula, Santi, La Fenice 1961
- Bellini, La Straniera, Gracis.
- Bellini; Norma; Levine; SONY 1979
- Bellini, Norma, Muti, Firenze 1981
- Bellini, Zaira, Belardinelli
- Bizet, Carmen (Micaela), Molinari-Pradelli
- Cilea; Adriana Lecouvreur; Levine; SONY
- Cilea; Adriana Lecouvreur; Gavazzeni
- Cherubini; Medea (Glauce), Serafin, EMI 1957
- Donizetti, Don Pasquale, Franci
- Donizetti, L'elisir d'amore, Gavazzeni
- Donizetti. Lucia di Lamermoor, Sanzogno, 1959
- Donizetti. Lucia di Lamermoor, Gavazzeni
- Donizetti. Lucia di Lamermoor, Sanzogno
- Donizetti. Lucia di Lamermoor, Rigacci
- Donizetti, Maria di Rohan, Gavazzeni
- Donizetti, Anna Bolena, Dallas, Rudel, 1980
- Giordano; Andrea Chenier; Levine; RCA 1978
- Gounod, Philemon et Baucis, Sanzogno
- Gounod, Faust, Parodi
- Leoncavallo; I Pagliacci. Muti. EMI
- Mascagni; Cavalleria Rusticana; Levine; RCA
- Meyerbeer, Roberto Il Diavolo, Sanzogno
- Meyerbeer, Le Prophete, Lewis, CBS
- Pergolesi, La Serva Padrona, Fasano
- Ponchielli, La Gioconda, Bartoletti
- Puccini: Edgar. Queler. CBS
- Puccini; La Boheme; Votto DG, 1962
- Puccini; La Boheme; Levine, EMI, 1979
- Puccini; Le Villi; Maazel, CBS
- Puccini; Il Trittico; Maazel; SONY 1979
- Puccini; Madama Butterfly; Barbirolli. EMI 1966
- Puccini; Madama Butterfly; Maazel. Sony 1978
- Puccini; Madama Butterfly, Adler, San Francisco 1965
- Puccini, Madama Butterfly, Basile
- Puccini; Tosca. Levine, EMI, 1980
- Puccini; Turandot (Liú), Molinari-Pradelli, EMI, 1967
- Refice; Cecilia, Campori
- Respighi; Il Tramonto, Fulton, Tòquio String Quartet
- Rossini, Il barbiere di Siviglia, Bellezza
- Spontini, La Vestale, Picchi
- Verdi, I Lombardi, Gavazzeni
- Verdi, I vespri siciliani, Gavazzeni
- Verdi, I vespri siciliani, Muti
- Verdi, La traviata, Cillario
- Verdi; La traviata; Votto DG 1963
- Verdi; La traviata; Muti. EMI 1980
- Verdi; Nabucco; Muti ; EMI
- Verdi; Requiem; Muti; EMI
- Verdi, Requiem, Abbado, Rome 1977
- Verdi; Rigoletto; Gavazzeni; RCA
- Verdi; Rigoletto; Kubelik; RCA
- Verdi, Rigoletto, Giulini
- Verdi; Otello; Levine; RCA
- Verdi, Otello, Muti, Firenze, 1978
- Verdi; Songs, Washington
- Wolf-Ferrari; Il Segreto di Susanna, Pritchard, CBS 1980

- The very best of Renata Scotto; Arias i escenes; EMI
- Italian Opera Arias; Gavazzeni; SONY 1976
- Ària & Song, Mascagni-Liszt-Scarlatti-Rossini, Ivan Davis
- French Recital (Berlioz, Offenbach, Massenet, Thomas, Gounod), Rosenkrans
- Haydn-Donizetti-Faure-Puccini Recital, Arnaltes
- Christmas with Scotto, Anselmi

DVD
- Donizetti. L'elisir d'amore. Gavazzeni. Firenze, 1967 - amb Carlo Bergonzi
- Donizetti. Lucia di Lamermoor. Bartoletti, Tòquio 1967 - amb Carlo Bergonzi
- Gounod. Faust. Ethuin, Tòquio, 1973 - amb Alfredo Kraus
- Puccini; La Boheme; Levine (Mimi), Met 1977 - amb Luciano Pavarotti
- Puccini. La Boheme; Levine (Mussetta), Met 1982 - amb José Carreras
- Puccini. Manon Lescaut; Levine; Met 1983 - amb Plácido Domingo
- Verdi. La traviata; Verchi, Tòquio 1973 - amb José Carreras
- Verdi. Luisa Miller; Levine; Met 1979 - amb Plácido Domingo
- Verdi. Otello; Levine; Met 1978 - amb Jon Vickers
- Zandonai. Francesca dona Rimini, Levine; Met 1984 - amb Plácido Domingo
- Recital in Budapest 1991, Lukacs
- In Concert and Recital in Mont-real 1986, Fulton, Armenian